# 江淮异人录
《江淮异人录》是一部中国宋代传奇集，吴淑作。
該集中记叙了25位“异人”的故事，突出他们的“奇异”事迹，而不宣扬道德准则，因而有时能显示主角复杂的性格。书中没有心理描写，甚至很少外貌的描写。与以往神怪小说类似，集中的主人公大多以不知所踪为结局，但也有少数是病死，体现了“实录”的特色。著名的篇章有《耿先生》、《司马郊》等。该书对后来的飞仙小说有所影响。
「張訓妻」曾由中廣新聞網改編為單元廣播劇「神仙眷屬」。